# Z̄ū ol Farrokh
Z̄ū ol Farrokh (persiska: ذو الفرخ) är en ort i Iran.   Den ligger i provinsen Khorasan, i den nordöstra delen av landet, 500 km öster om huvudstaden Teheran. Z̄ū ol Farrokh ligger 1 310 meter över havet och antalet invånare är 128.
Terrängen runt Z̄ū ol Farrokh är kuperad åt sydost, men åt nordväst är den platt. Runt Z̄ū ol Farrokh är det ganska glesbefolkat, med 30 invånare per kvadratkilometer. Närmaste större samhälle är Chāh-e Setāreh, 9,1 km väster om Z̄ū ol Farrokh. Omgivningarna runt Z̄ū ol Farrokh är i huvudsak ett öppet busklandskap.